# تاريخ الإتصالات في ماليزيا

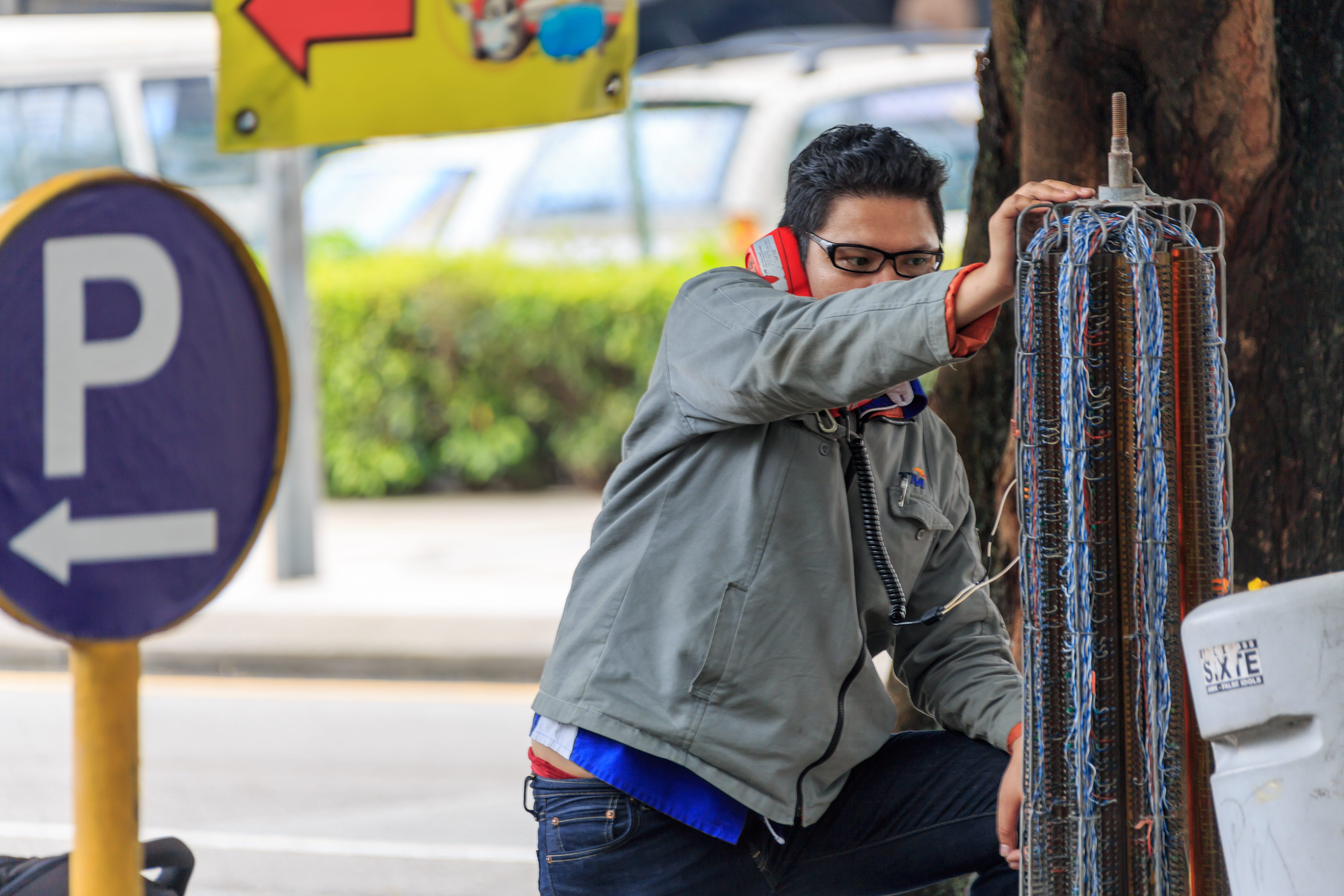
الاتصالات في ماليزيا

تاريخ الإتصالات في ماليزيا تعتبر لجنة الإتصالات والوسائط المتعددة الماليزية (MCMC) هي الجهة التنظيمية الرئيسية للاتصالات في ماليزيا. وهي التي تصدر تراخيص بموجب قانون الإتصالات والوسائط المتعددة لعام 1998، وقانون الخدمات البريدية لعام 2012، وقانون التوقيع الرقمي لعام 1997.

## التاريخ
كان البريطانيون الذين كان لهم وجود في ماليزيا منذ القرن الثامن عشر، مسؤولين عن إنشاء أقدم مرافق الإتصالات في البلاد، والتي تطورت بمرور الوقت إلى TM. تم إنشاء خطوط التلغراف لأول مرة تحت إدارة البريد والبرق، وظهرت الهواتف لأول مرة في أواخر القرن التاسع عشر، وكانت أول الأجهزة التي تعمل بالمغناطيس يدويًا والتي تم استخدامها في بيراك في ثمانينيات القرن التاسع عشر. كما تم إنشاء أول مقسم هاتف عام في البلاد في إيبوه عام 1902.
في عام 1891 ظهرت الهواتف لأول مرة في كوالالمبور في مطلع القرن، وتم بناء خط هاتفي رئيسي من مقاطعة ويليسلي (سيبيرانغ براي) في بينانغ إلى جوهور باهرو، وفي عام 1915 تم مد أول كابل تحت الأرض يربط بين إيبوه وتايبينج وكامبا وتيلوك أنسون. جنبا إلى جنب مع زيادة التجارة وتطوير البلدات زاد عدد مشتركي الهاتف في شبه الجزيرة الماليزية بشكل ملحوظ. وبحلول عام 1930 تم تشغيل تبادل مغناطيسي آلي في كوالالمبور في جالان ويلد، وفي ثلاثينيات القرن العشرين كان بإمكان جميع بدالات الهاتف في نظام (Malayan Trunk System) التواصل مع بدالات في جاوة والفلبين والولايات المتحدة وكندا والمكسيك باستخدام أجهزة إرسال الهاتف الراديوي ذات الموجات القصيرة، وفي نهاية العقد تم تركيب محطة راديو ماركوني في مقسم الهاتف في كوالالمبور للتعامل مع المكالمات الخارجية.
وقد تضرر الكثير من البنية التحتية للإتصالات السلكية واللاسلكية خلال الحرب العالمية الثانية والإحتلال الياباني. وفي عام 1946 عندما أعاد البريطانيون ترسيخ موقعهم في مالايا قاموا بإصلاح الطرق الرئيسية، وترميم أعمدة الهاتف المتساقطة، وتركيب الأسلاك النحاسية التي إما تضررت أو سُرقت. أثناء الاحتلال الياباني تم تقسيم إدارة البريد والبرق إلى وحدتين منفصلتين. وعندما عاد البريطانيون، قاموا في البداية بإعادة توحيد الكيانين، لكن هذا الجهد لم يدم طويلاً. وبعد تشكيل اتحاد الملايو في 1 أبريل 1946، ولدت إدارة الإتصالات السلكية واللاسلكية الماليزية وإدارة الخدمات البريدية، حيث كانت الأولى تتحكم في خدمات التلغراف والهاتف واللاسلكي بينما تشرف الأخيرة على البريد والحوالات المالية وحسابات التوفير.

## نظام الهواتف
عدد اشتراكات الهاتف الثابت:6.474 مليون اشتراك في الربع الرابع 2019.
عدد اشتراكات خط التبادل المباشر(DEL): 2.199 مليون حتى الربع الرابع من عام 2019.
- نظام الهاتف:
  - محلي:
- يتم تغطية اتصال الإتصالات في شبه الجزيرة الماليزية من خلال البنية التحتية الثابتة واللاسلكية مثل: شبكة الألياف وشبكة خط المشترك الرقمي غير المتماثل (ADSL) والمحطات الأساسية المتنقلة والمحطات الأرضية ومحطات وصلات الميكروويف.
- يتم توفير اتصال الإتصالات في شرق ماليزيا بشكل أساسي من خلال تغطية شبكة الألياف وشبكة ADSL والمحطات الأرضية والمحطة الأساسية المتنقلة ومحطات ربط الميكروويف.
- يتم توفير خدمة الإتصالات بين المدن (الوصلة الخلفية) في شبه الجزيرة الماليزية وشرق ماليزيا بشكل أساسي عن طريق اتصالات الألياف الضوئية والأنظمة اللاسلكية الثابتة (وصلات الموجات الدقيقة). بالإضافة إلى ذلك، تم أيضًا نشر محطات ذات فتحة صغيرة جدًا (VSAT) لتقديم الخدمات في المناطق الريفية.
- تشمل شركات الإتصالات الرئيسية في ماليزيا Celcom وDigi وMaxis وU Mobile وTelekom Malaysia وTime dotCom.
  - دولي:
- الاتصال عبر الكابلات البحرية بشبكات المستوى التي يمكنها الوصول إلى كل شبكة أخرى على الإنترنت فقط عبر التوصيل البيني الخالي من التسوية.[3]
- كبار مزودي الكابلات البحرية في ماليزيا هم Telekom Malaysia وTime dotCom.
- تغطية خدمات الأقمار الصناعية لمعظم قارات العالم من خلال شركة MEASAT، مزود خدمة الأقمار الصناعية الماليزي.

## موجة عريضة
بلغ إجمالي اشتراكات النطاق العريض (43.378) مليونًا كما في الربع الرابع من عام 2019، مع معدل انتشار النطاق العريض لكل 100 نسمة يبلغ 131.7%.
- تطوير النطاق العريض الثابت:

في عام 2019 ساهم النطاق العريض الثابت بنسبة 6.79% من إجمالي حصة سوق النطاق العريض أو 2.947 مليون اشتراك (2018: 2.7 مليون).
يتم توفير النطاق العريض الثابت عبر خط المشترك الرقمي غير المتماثل (ADSL)، وخط المشترك الرقمي المتماثل (SDSL)، وخط المشترك الرقمي ذي معدل البت العالي جدًا (VDSL)، والألياف إلى المنزل (FTTH)، والأقمار الصناعية، واللاسلكي الثابت الوصول (FWA) وتحسين بيانات التطور(EVDO).
تم تقديم مشروع النطاق العريض عالي السرعة المعروف باسم HSBB منذ عام 2008 لتحسين جودة الوصول إلى النطاق العريض وتمكين المستخدمين في المدن الكبرى والمناطق الاقتصادية ذات التأثير العالي من الاستمتاع بسرعات النطاق العريض التي تصل إلى 100 ميجابت / ثانية؛ يوفر النطاق العريض للضواحي (SUBB) والنطاق العريض الريفي (RBB) سرعات نطاق عريض تصل إلى 20 ميجابت/ثانية للمستخدمين في مناطق الضواحي والريف.
في 28 أغسطس 2019، وافقت الحكومة على تنفيذ الخطة الوطنية للألياف والربط (NFCP) على مدى خمس سنوات من 2019 إلى 2023.
NFCP هي خطة تهدف إلى إنشاء اتصال رقمي قوي وواسع الانتشار وعالي الجودة وبأسعار معقولة من أجل رفاهية الناس وتقدم البلاد مع الأهداف التالية:
1. حزمة النطاق العريض الثابت للمبتدئين بنسبة 1% من الدخل القومي الإجمالي بحلول عام 2020.
2. توافر الجيجابت في مناطق صناعية مختارة بحلول عام 2020 وفي جميع عواصم الولايات بحلول عام 2023.
3. توافر 100% للمباني في عواصم الولايات ومناطق مختارة عالية التأثير مع سرعة لا تقل عن 500 ميجابت في الثانية بحلول عام 2021.
4. توافر 20% للمباني في المناطق الريفية وشبه الحضرية بسرعة تصل إلى 500 ميجابت في الثانية بحلول عام 2022.
5. شبكة الألياف الضوئية تمرر 70% من المدارس والمستشفيات والمكتبات ومراكز الشرطة ومكاتب البريد بحلول عام 2022.
6. متوسط سرعة 30 ميجابت في الثانية في 98% من المناطق المأهولة بالسكان بحلول عام 2023.
7. تحسين التغطية المتنقلة على طول طريق بان بورنيو السريع عند الانتهاء.

- تطوير النطاق العريض المتنقل:

في عام 2019 ساهمت خدمة النطاق العريض المتنقل بنسبة 93.21% من إجمالي حصة سوق النطاق العريض أو 40.431 مليون اشتراك في الربع الرابع من عام 2019 (2018: 36.8 مليون).
- تطوير وتوسيع تغطية الشبكة
تضمنت مبادرات تمديد الوقت 3 والوقت 3 بناء 1,833 برج اتصالات جديد في المناطق الريفية على مستوى الدولة، وبصرف النظر عن ذلك تمت ترقية إجمالي 4895 محطة أساسية في أبراج الاتصالات الحالية من 2G إلى 3G/4G لتلبية سرعة النطاق العريض الأعلى في المناطق الريفية.
نظام الكابلات البحرية إلى صباح وساراواك:
تم تقديمه في عام 2014 من خلال شراكة بين القطاعين العام والخاص بين MCMC وTelekom Malaysia Berhad (TM). تم الانتهاء من المشروع في عام 2017 وسيكون هذا بمثابة تكرار لخدمات الكابلات البحرية المحلية الحالية التي تعمل منذ عام 1995. وكان الهدف منه تلبية الطلب المتزايد على عرض النطاق الترددي بين شبه جزيرة ماليزيا وشرق ماليزيا.
نظام الكابلات البحرية إلى الجزر:
بدأ المشروع في عام 2017 واكتمل في عام 2018، والذي تضمن تحديث شبكة البنية التحتية للاتصالات الحالية، إلى جانب الكابلات البحرية التي تربط بين البر الرئيسي مع ثلاث جزر - جزر بيرينتيان وتيومان وبانجكور.

## الخلوية المتنقلة
مقدمو الخدمات الرئيسيون لخدمات الهاتف المحمول في ماليزيا هم Celcom Axiata Berhad وDigi Tecommunication Sdn Bhd وMaxis Berhad وU Mobile Sdn Bhd. وبلغ عدد اشتراكات الهاتف المحمول (44.601) مليونًا في الربع الرابع من عام 2019 مع معدل انتشار لكل 100 ساكن يبلغ 135.4%.
يتم توفير الخدمة الخلوية المتنقلة أيضًا بواسطة مشغل الشبكة الافتراضية للجوال (MVNO)، اعتبارًا من الربع الرابع من عام 2019، كان هناك 10 مشغلين متنقلين متنقلين (MVNOs) يعملون في ماليزيا.